# Острув-Пулноцни
Острув-Пулноцни (пол. Ostrów Północny) — село в Польщі, у гміні Шудзялово Сокульського повіту Підляського воєводства.
Населення — 116 осіб (2011).
У 1975-1998 роках село належало до Білостоцького воєводства.

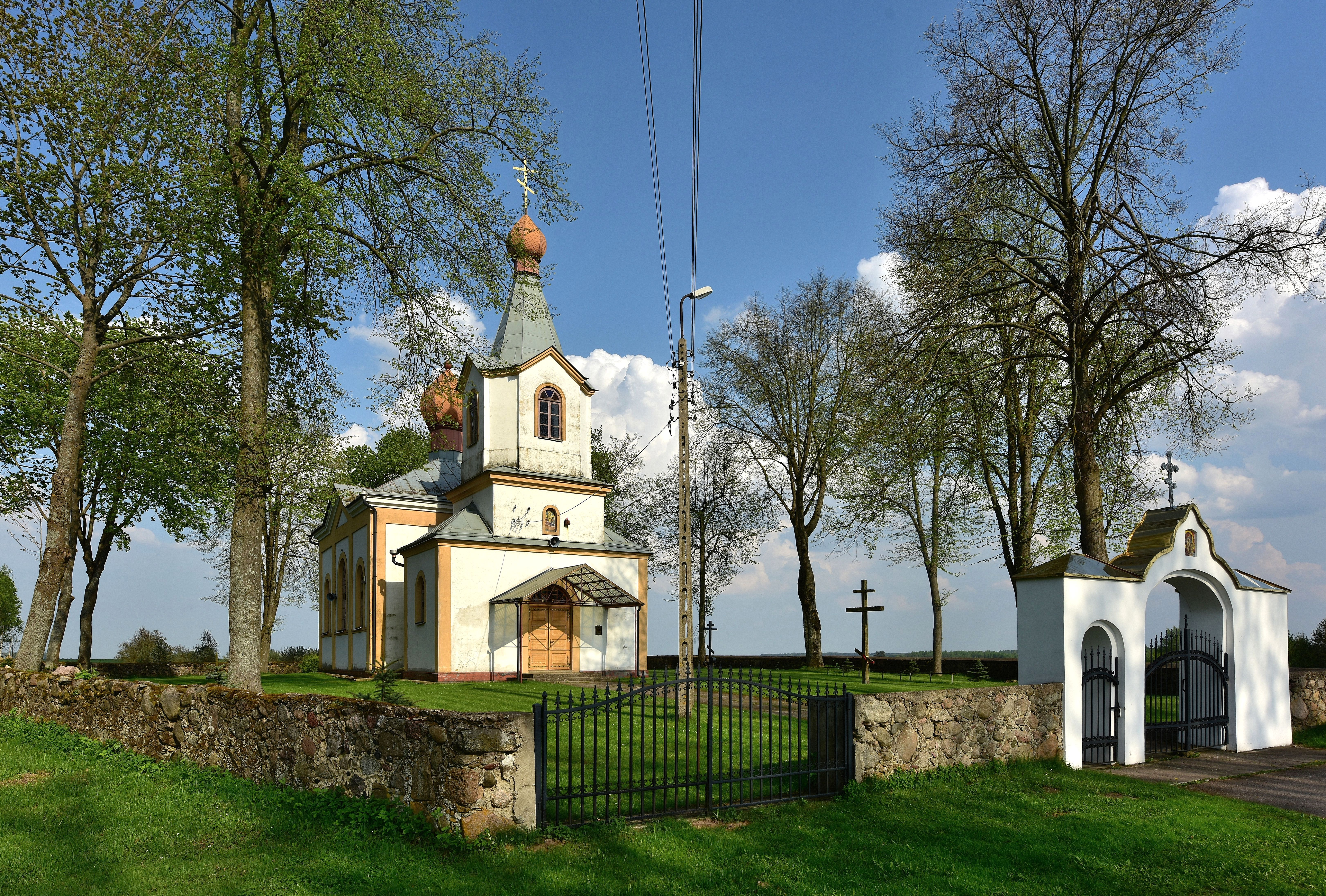
Православна церква

## Демографія
Демографічна структура станом на 31 березня 2011 року:
|          | Загалом | Допрацездатний вік | Працездатний вік | Постпрацездатний вік |
| -------- | ------- | ------------------ | ---------------- | -------------------- |
| Чоловіки | 59      | 13                 | 38               | 8                    |
| Жінки    | 57      | 10                 | 28               | 19                   |
| Разом    | 116     | 23                 | 66               | 27                   |